# Duba
 Ovo je glavno značenje pojma Duba. Za druga značenja pogledajte Duba (razdvojba).
Duba je naselje u Republici Hrvatskoj, u sastavu Općine Slivno, Dubrovačko-neretvanska županija. 

## Stanovništvo
Prema popisu stanovništva iz 2001. godine, naselje je imalo 9 stanovnika te 4 obiteljskih kućanstava. Po popisu iz 2011. u Dubi su 4 stanovnika.

| broj stanovnika |       |       | 36    | 34    | 44    | 62    |       |       | 9     | 26    | 8     |       | 88    | 6     | 9     | 4     | 4     |
|                 | 1857. | 1869. | 1880. | 1890. | 1900. | 1910. | 1921. | 1931. | 1948. | 1953. | 1961. | 1971. | 1981. | 1991. | 2001. | 2011. | 2021. |